# Vespadelus finlaysoni
Vespadelus finlaysoni — вид родини лиликових.

## Середовище проживання
Поширення: Австралія (Північна Територія, Південна Австралія, Західна Австралія). Мешкає в різних типах місць проживання, від пустель до вологих тропічних районів на півночі, які, як правило, розташовані близько до скелястих ділянок з печерами, тріщинами і щілинами, в яких він лаштує сідала. Він також лаштує сідала в покинутих шахтах. Самиці можуть народжувати два рази на рік. Народжується одне маля, хоча приблизно п'ята частина пологів закінчується народженням близнюків.    

## Загрози та охорона
Здається, немає серйозних загроз для цього виду. Цей вид зустрічаються в багатьох природоохоронних територіях.